# Musée Hyacinthe-Rigaud
Le musée Hyacinthe-Rigaud est un musée situé à Perpignan (Pyrénées-Orientales).
Il rassemble une collection de peintures, de sculptures et d'arts décoratifs, notamment un fonds important de peintures de Hyacinthe Rigaud, une collection d'art gothique catalan et des peintures modernes (Aristide Maillol, Pablo Picasso…).

## Historique
Le musée des beaux-arts est fondé à Perpignan en 1820 grâce à la volonté politique du préfet des Pyrénées-Orientales Emmanuel-Ferdinand de Villeneuve-Bargemon. Un premier fonds est constitué d'une trentaine de peintures, issues de prêts accordés par de grands collectionneurs de la région, complétées d'une dizaine d'acquisitions. Les deux premiers numéros de l'inventaire célèbrent ainsi Hyacinthe Rigaud, l'enfant prodige du pays, avec l'achat du Portrait du cardinal de Bouillon, commencé en 1707-1709 et achevé en 1741, et de l'Autoportrait au cordon noir de 1727. Tous deux sont acquis auprès de Joseph Tastu, collectionneur perpignanais héritier d'une grande famille d'imprimeurs.
Le musée ouvre ses portes au public en 1833 dans l'Ancienne université de Perpignan désaffectée depuis 1792. En 1953, la perspective du tricentenaire de la naissance de Hyacinthe Rigaud, motive la rénovation du musée où une section lui est entièrement consacrée. De cette année datent d'importants dépôts de l'État, l'Autoportrait au turban de 1698 (MNR), puis, en 1956, celui du Portrait de Philippe d'Orléans de 1689 et, en 1958, l'Autoportrait devant le portrait de François Castanier, de 1730. En 1959, le musée prend le nom de Hyacinthe Rigaud.
En 1979, il est installé dans l'hôtel de Lazerme au 16 rue de l'Ange et inauguré le 9 juillet 1979. En 2017, le musée connait une nouvelle métamorphose lors de la réunion des hôtels de Mailly et de Lazerme. Après trois ans de travaux de rénovation et un agrandissement, pour un coût total de 9 millions d'euros, le musée rouvre ses portes le 23 juin 2017,. Le projet architectural était confié à l'atelier d'architecture Barbotin Larrieu (Paris) et concernait un équipement de 4100 m2. Depuis, à la faveur d'une politique d'expositions temporaires d'envergure, le musée a accueilli 200 000 visiteurs et voit sa fréquentation annuelle atteindre 35 à 70 000 visiteurs.
Le 6 janvier 2020, Pascale Picard, entre autres, directrice du musée Réattu de Arles, succède à Claire Muchir en tant que conservatrice et directrice du musée d'art Hyacinthe-Rigaud.

## Expositions temporaires
- Picasso Perpignan, le cercle de l'intime 1953-1955, 24 juin au 5 novembre 2017[6],[7].
- Raoul Dufy, les ateliers de Perpignan 1940-1950, du 23 juin au 4 novembre 2018[8],[9].
- Clavé, sur le front de l'art, du 2 février au 12 mai 2019[10],[11].
- Rodin - Maillol face à face, du 22 juin au 2 novembre 2019[12],[13].
- Portrait de Reines de France, du 26 septembre 2020 au 26 septembre 2021[14].
- Portraits en majesté : François de Troy, Nicolas de Largillierre, Hyacinthe Rigaud, du 26 juin au 7 novembre 2021[15].
- Monfreid sous le soleil de Gauguin, du 25 juin au 31 décembre 2022[16],[17].
- Guino-Renoir, la couleur de la sculpture, du 24 juin au 5 novembre 2023[18].
- Jean Lurçat, la Terre, le Feu, l'Eau, l'Air, du 22 juin au 29 décembre 2024.

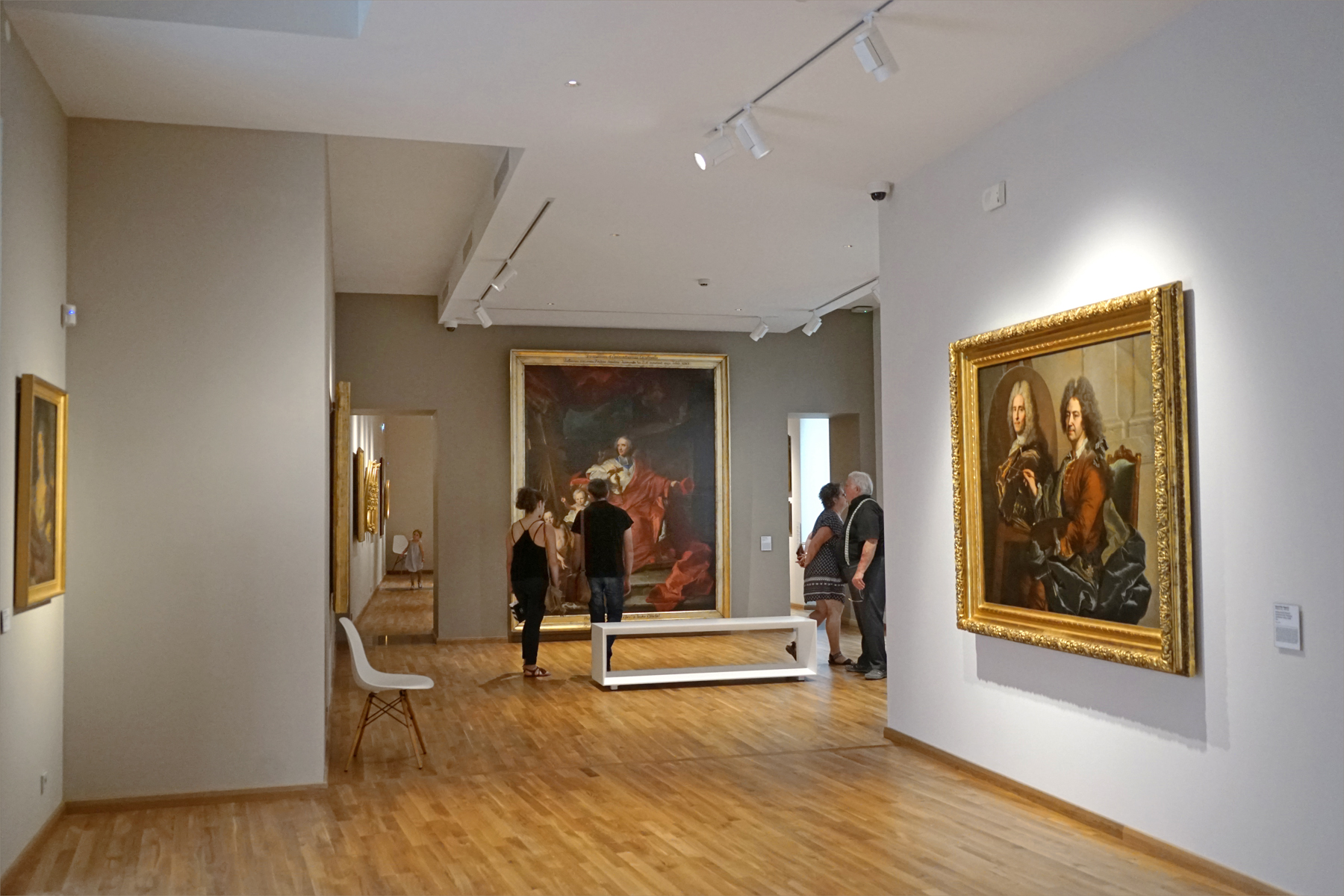
Vue de la salle Rigaud après la rénovation de 2017

## Collections permanentes
Explorez les collections permanentes en partie publiées sur la Base Pop du Ministère de la Culture. Selon un parcours réunissant en quatre sections principales : Art gothique ; Art baroque ; Art moderne ; Art contemporain ; 4% des 14000 œuvres conservées sont accessibles au pulic, soit 450 œuvres présentées.
- Maître de la Loge de Mer, Retable de la Trinité, 1489
- Antoni Guerra le Jeune (1666-1711), Portrait du lieutenant colonel Albert Manuel.
- Hyacinthe Rigaud (1659-1753), Autoportrait dit au turban, 1698 ; Portrait d’Emmanuel Théodose de La Tour d’Auvergne (1643-1715), cardinal de Bouillon, 1707-1741.
- Raoul Dufy (1877-1953), La Console (Atelier à Perpignan), 1946-1948 ; Le Cargo noir, 1945-1950.
- Pablo Picasso (1881-1973), Portrait de Paule de Lazerme en catalane, 1954.
- Aristide Maillol (1861-1944), Jeune fille de profil, 1896 ; Les nageurs dans la vague, 1895 ; Le désir, 1907.
- George-Daniel de Monfreid (1856-1929), Autoportrait à la veste blanche, 1888.
- Eugène Cauchois (1850-1911), bouquets de fleurs.
- Laurent Auberge de Garcias (1865-1920), Lo Fosteig, huile sur toile.